# 茨城県道245号上君田小妻線

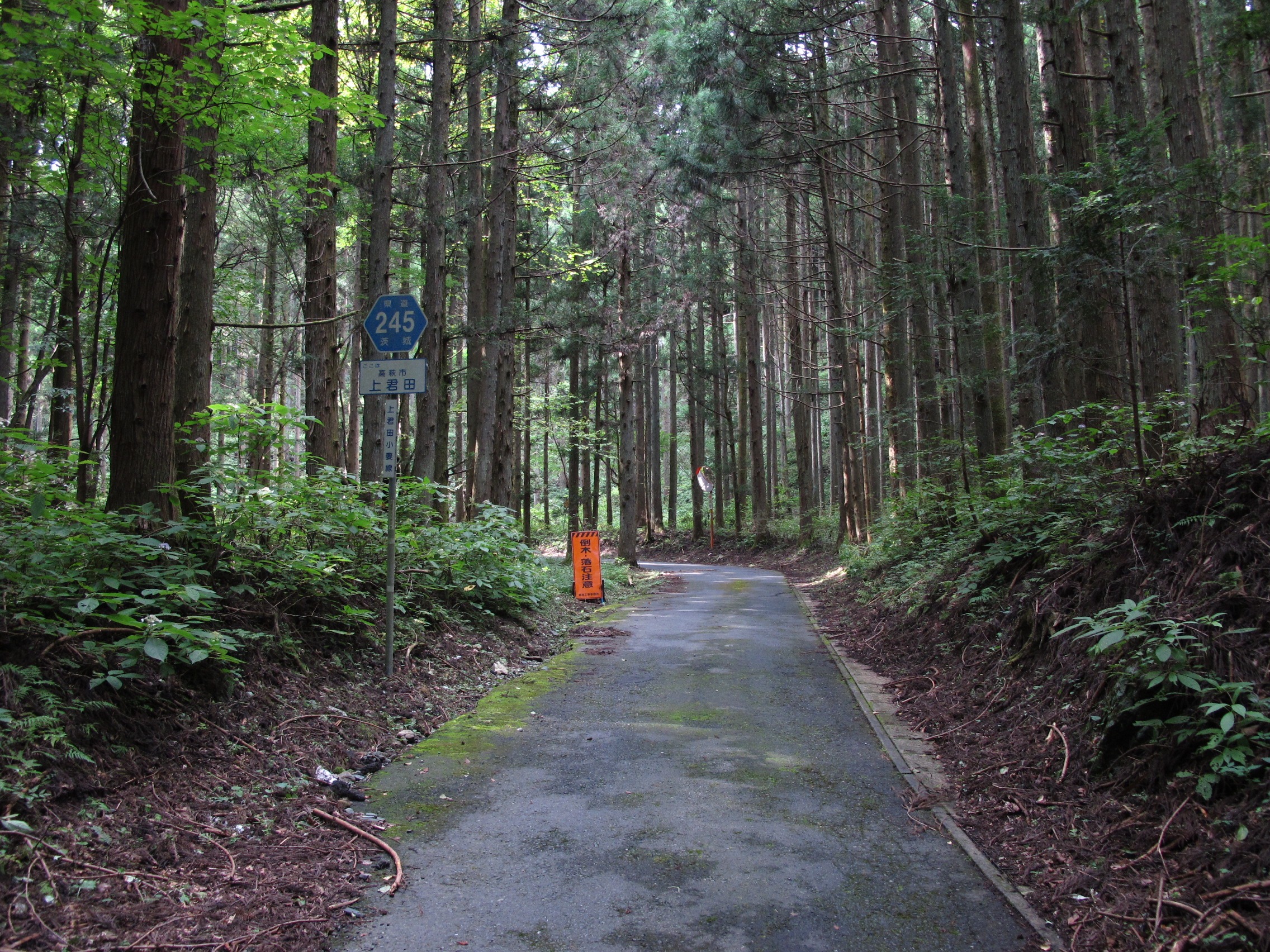
高萩市上君田（2012年9月）

茨城県道245号上君田小妻線（いばらきけんどう245ごう かみきみだこづません）は、茨城県高萩市上君田から常陸太田市小妻町に至る一般県道である。

## 概要
高萩市大字上君田地内の茨城県道227号上君田大能線分岐を起点に西に向かい、常陸太田市小妻町の国道349号交点を終点とする東西に連絡する一般県道である。
阿武隈山地のほぼ中央を抜ける山道であり、全線を通して道幅が狭く、見通しが良くないので、通行には注意を要する。

### 路線データ
- 起点：茨城県高萩市大字上君田字堅石93番1地先（茨城県道227号上君田大能線交点）[1]
- 終点：茨城県常陸太田市小妻町326番4（国道349号交点）[1]
- 総延長：11.424 km[2]
- 重用延長：なし[2]
- 未供用延長：なし[2]
- 実延長：11.424 km[2]
- 自動車交通不能区間延長[注釈 1]：なし[2]

## 歴史
- 1982年（昭和57年）9月2日
  - 市道、村道が昇格し、現在の路線で路線認定される[3]。
  - 道路の区域は、高萩市大字上君田 - 久慈郡里美村大字小妻に指定し供用開始[1]。
- 1995年（平成7年）3月30日：整理番号408から現在の番号（整理番号245）に変更される[4]。

## 路線状況
道幅は全線を通して1車線程しかなく対向車とのすれ違いが困難である。通行車両の制限は特に設けられていないが、現実的には大型車が通行出来るほどの幅員はない。本路線の西側にあたる常陸太田市内の8.1 kmの区間は、連続雨量200ミリになると通行止めとなり、降雪時はチェーン規制がかかる。沿線は集落民家がない人気のない薄暗い山中の道路であり、交通量はほとんど無い。

## 地理
阿武隈山地の南部域を東西に縦断する。東側の高萩市側は比較的なだらかな地形であるのに対し、西側の常陸太田市側は高低差が大きくてカーブも多く、道路脇は落石もあるむき出しの岩が露出する崖がある。

### 通過する自治体
- 茨城県
  - 高萩市 - 常陸太田市

### 交差する道路
- 茨城県道227号上君田大能線（高萩市上君田 起点）
- 国道349号（常陸太田市小妻町 終点）

### 沿線
- 里美牧場
- 妙見山